# E 600 (Wetterradar)
Das E 600 ist ein taktisches Wetterradar des US-amerikanischen Herstellers EWR Weather Radar Systems.
Als ein taktisches Waffensystem des US-amerikanischen Militärs ist das E 600 II das derzeit mobilste Wetterradar auf dem Markt. Die Antenneneinheit mit der Phased-Array-Antenne besteht aus einem modifizierten Bordradar, welches in einem kleinen Radom auf einem Mast montiert wird. Die Bedienung des Gerätes und Auswertung der Radardaten geschieht mit einem handelsüblichen Personal Computer. Das sehr kompakte Gerät wurde schnell verlegbar konstruiert, es ist leicht zu transportieren und kann an seinem neuen Standort innerhalb von 30 Minuten aufgebaut werden.
Das Nahbereichswetterradar liefert Wetterinformationen in vier gestaffelten Kategorien der Reflektivität
- light: 20…30 dBZ,
- moderate: 30…40 dBZ,
- heavy: 40…50 dBZ,
- severe: ≥50 dBZ

bis zu einer Entfernung von etwa 80 km.
| Technische Daten E 600 | Technische Daten E 600 |
| ---------------------- | ---------------------- |
| Frequenzbereich        | 9375 ± 25 MHz          |
| Pulswiederholzeit      |                        |
| Pulswiederholfrequenz  | 106,5 ± 5 Hz           |
| Sendezeit (PW)         |                        |
| Empfangszeit           |                        |
| Totzeit                |                        |
| Pulsleistung           | 2,5 … 3,3 … 4,0 kW     |
| Durchschnittsleistung  |                        |
| angezeigte Entfernung  | 80 km                  |
| Entfernungsauflösung   |                        |
| Öffnungswinkel         | 5,5°                   |
| Trefferzahl            |                        |
| Antennenumlaufzeit     | 5 s                    |